# 蒙哥馬利鎮區 (印地安納州吉布森縣)
蒙哥馬利鎮區（英語：Montgomery Township）是位於美國印地安納州吉布森縣的一個行政鎮區。

## 地方資料
根據2010年美國人口普查的數據，蒙哥馬利鎮區的面積為251.70平方千米，當中陸地面積為237.30平方千米，而水域面積為14.40平方千米。當地共有人口4027人，而人口密度為每平方千米16人。